# Ardit Hila
Ardit Hila (ur. 6 stycznia 1993 w Elbasanie) – albański piłkarz grający na pozycji środkowego pomocnika w klubie FC Prishtina.

## Kariera piłkarska

### Kariera klubowa
Karierę piłkarską rozpoczął w 2011 w barwach KS Elbasani. Pod koniec sezonu 2010/11 zadebiutował w klubie w przegranym 1:2 meczu przeciwko KS Shkumbini. Spadł razem z drużyną do Kategoria e Parë. W sezonie 2013/14 powrócił z zespołem do Kategoria Superiore, lecz po roku spadł z niej. Po spadku opuścił drużynę, przechodząc do Teuty Durrës. Pierwszą bramkę w klubie strzelił 4 października 2015 przeciwko Bylis Ballsh. Kolejnego gola zdobył w ćwierćfinale Pucharu Albanii z FK Kukësi. W 2018 opuścił klub i za darmo wzmocnił drużynę Partizani Tirana. Grał tam przez rok i w sierpniu 2019 przeszedł do FC Prishtina, podpisując z klubem dwuletni kontrakt.
| Sezon   | Klub             | Kraj    | Rozgrywki           | Mecze | Gole |
| ------- | ---------------- | ------- | ------------------- | ----- | ---- |
| 2010/11 | KS Elbasani      | Albania | Kategoria Superiore | 1     | 0    |
| 2011/12 | KS Elbasani      | Albania | Kategoria e Parë    | 25    | 4    |
| 2012/13 | KS Elbasani      | Albania | Kategoria e Parë    | 10    | 1    |
| 2013/14 | KS Elbasani      | Albania | Kategoria e Parë    | 16    | 5    |
| 2014/15 | KS Elbasani      | Albania | Kategoria Superiore | 30    | 0    |
| 2015/16 | Teuta Durrës     | Albania | Kategoria Superiore | 30    | 3    |
| 2016/17 | Teuta Durrës     | Albania | Kategoria Superiore | 28    | 1    |
| 2017/18 | Teuta Durrës     | Albania | Kategoria Superiore | 33    | 9    |
| 2018/19 | Partizani Tirana | Albania | Kategoria Superiore | 27    | 1    |
| 2019/20 | FC Prishtina     | Kosowo  | Superliga           | 13    | 0    |